# Misaje
Misaje is een stad gelegen in de Northwest Region, in het westen van Kameroen. De stad is gelegen in het departement Donga-Mantung. De stad ligt 50 kilometer van de grens met Nigeria en op 15 kilometer van de stad Nkambé.